# 塩河原温泉
塩河原温泉（しおがわらおんせん）は、群馬県利根郡川場村（旧国上野国）にある温泉。
川場温泉郷を構成する温泉地のひとつで、「美人の湯」と称される。

## 泉質
- アルカリ性低張性冷鉱泉
- 源泉温度 - 22.5℃

## 温泉街
薄根川の川辺に一軒宿の「渓山荘」がある。

## アクセス
- JR沼田駅より川場循環バス30分、学校前または田園プラザ下車、徒歩8分。
- 関越自動車道沼田ICより約5km。